# 시루쇼
시루쇼(아르메니아어: Սիրուշո, 본명: 시라누시 하루튜냔(Սիրանուշ Հարությունյան), 1987년 1월 7일 ~ )는 아르메니아의 가수이다. 유로비전 송 콘테스트 2010에서 아르메니아 대표로 참가했다.